# رائول پترتا
رائول پترتا (انگلیسی: Raoul Petretta؛ زادهٔ ۲۴ مارس ۱۹۹۷) بازیکن فوتبال اهل ایتالیا است.
از باشگاه‌هایی که در آن بازی کرده‌است می‌توان به باشگاه فوتبال بازل اشاره کرد.
وی همچنین در تیم ملی فوتبال زیر ۲۱ سال ایتالیا بازی کرده‌است.